# Erik Hagens (maler)
Erik Hagens (født 21. april 1940 i København) er en dansk kunstmaler og illustrator.

## Liv og karriere
Erik Hagens er søn af civilingeniør Poul Gunnar Hagens (1911-1975) og hans hustru Elsa Margareta Silwer (1908-1987), en væverske fra Skåne i Sverige. Han har en søster ved navn Anna Lisa. Forældrene blev skilt i 1947.
Hagens studerede på Det Kongelige Danske Kunstakademi fra 1961 til 1966 og blev senere uddannet litograf på Eks-skolen, hvor han var en aktiv deltager i eksperimenterende værker. Fra 1970'erne har hans værker været inspireret af forbrugersamfundets udvikling med industrialisering, forurening og byudvikling som for eksempel i maleriet Københavns Vinterbane, der var baseret på et årligt cykelløb.
Blandt Hagens mest markante værker er emaljerne på Espergærde Bibliotek, som han i 1990 lavede sammen med sin hustru Ursula Munch-Petersen, og det 40 meter lange vægmaleri Esbjerg-evangeliet. Den skildrer moderne scener baseret på nogle af de bedre kendte bibelhistorier, for det meste med et humoristisk præg. Erik Hagens viste i 2010 ca. 200 værker på en stor retrospektiv udstilling Velfærdshverdag – i billeder fra 60erne til nu, på Arbejdermuseet. Han er repræsenteret på flere museer, som blandt andet inkluderer KUNSTEN Museum of Modern Art Aalborg.
Han modtog i 1997 Eckersberg Medaillen og i 2008 Thorvaldsen Medaillen. Hagens er endvidere modtager af Statens Kunstfonds hædersydelse.